# Eagle Butte
Eagle Butte est une municipalité américaine située dans les comtés de Dewey et de Ziebach, dans l'État du Dakota du Sud.
Eagle Butte est fondée en 1910, lors de l'arrivée du Milawaukee Railroad. Elle doit son nom à une butte située à proximité, où les amérindiens capturaient des aigles (eagles) pour leurs coiffes.
La ville est le siège de la réserve indienne de Cheyenne River.

## Démographie
| 1920 | 1930 | 1940 | 1950 | 1960 | 1970 |
| ---- | ---- | ---- | ---- | ---- | ---- |
| 210  | 387  | 374  | 375  | 495  | 530  |

| 1980 | 1990 | 2000 | 2010  | - | - |
| ---- | ---- | ---- | ----- | - | - |
| 435  | 489  | 619  | 1 318 | - | - |

Selon le recensement de 2010, elle compte 1 318 habitants. La municipalité s'étend sur une superficie totale de 1,17 milles carrés (3,03 km2). La majorité de la ville se trouve dans le comté de Ziebach : 797 habitants et 0,84 milles carrés (2,18 km2).